# Сотир Ристев
Сотир Ристев (Христев) е български революционер, войвода на Вътрешната македоно-одринска революционна организация.

## Биография
Сотир Ристев е роден в демирхисарското село Брезово, тогава в Османската империя. Присъединява се към ВМОРО и става четник при Йордан Пиперката. През Илинденско-Преображенското въстание става войвода на брезовската селска чета, тогава негови четници са Кузман Траянов и Стоян Йовев. Четата напада черкезкото Ново село, а след това се изтегля отново в Брезово. На 5 октомври (10 септември стар стил) в селото се намира и четата на войводата Димитър Матлиев. В сражение от същия ден в местността Пещерка край селото загиват Сотир Ристев, Димитър Матлиев и 8 души четници.